# Splošni anestetik
Splošni anestetik (tudi narkotik) je učinkovina, ki z nespecifičnim delovanjem povzroči stanje neodzivnosti celotnega organizma na dražljaje. Splošne anestetike, ki so pri normalnih razmerah v tekočem agregatnem stanju in se zaradi hlapnosti uporabljajo v obliki inhalacij, se imenujejo hlapni splošni anestetiki.

## Mehanizem delovanja
Učinkovine iz skupine splošnih anestetikov so zelo raznorodne; za učinek so bistvene le določene fizikalno-kemijske lastnosti, ne kaže pa, da sta oblika in elektronska konfiguracija molekule bistveni za anestetično delovanje. Zato ni mogoče sklepati na specifičen receptor, na katerega bi se te učinkovine vezale. Splošni anestetiki naj bi na splošno delovali na plazemsko membrano živčnih celic in obstajata dve poglavitni teoriji, t. i. lipidna teorija, ki sta jo osnovala Overton in Meyer in predpostavlja, da je za anestetični učinek bistvena interakcija med učinkovino in lipidi v plazemski membrani, beljakovinska teorija pa predpostavlja, da je bistven vpliv splošnega anestetika na beljakovine v membrani.
Splošni anestetiki naj bi motili normalen prenos signala med sinapsami, in sicer tako, da vplivajo na sproščanje živčnih prenašalcev iz presinaptičnih živčnih končičev, ponovni privzem živčnih prenašalcev v presinaptične končiče, vezavo živčnih prenašalcev na receptorje na postsinapričnih nevronih in na prevodnost za ione, ki je posledica aktivacije postsinaptičnih receptorjev z živčnimi prenašalci. Učinkujejo tako na presinaptični kot postsinaptični nevron. Verjetno gre za neposreden učinek na plazemsko membrano živčnih vlaken, vendar je možen tudi posredni učinek preko tvorbe sekundarnih obveščevalcev. Ker obstaja velika korelacija med lipidotopnostjo hlapnih splošnih anestetikov in njihovo potentnostjo, verjetno delujejo na hidrofobne strukture, vendar torej ni pojasnjeno, ali gre za lipide ali beljakovine.

## Uporaba in učinki
Splošni anestetiki se uporabljajo pri kirurških posegih z namenom preprečitve bolnikovega zavedanja in odzivanja na bolečinske dražljaje. Dajejo se sistemsko in delujejo na osrednje živčevje, medtem ko lokalni anestetiki preprečijo prevajanje impulzov po obkrajnih senzoričnih živcih.
Uporabljena kombinacija splošnih anestetikov pri bolniku izzove po navadi naslednje učinke:
- nezavedanje in neodzivanje bolnika, niti na bolečinski dražljaj
- nezmožnost spominjanja na dogodke (amnezija)
- pogosto tudi nezmožnost normalnega neodvisnega vzdrževanja dihanja zaradi mišične paralize
- vpliv na srčnožilno funkcijo – gre za sekundarne učinke splošnih anestetikov zaradi njihovega stimulativnega ali zaviralnega delovanja

## Posamezne učinkovine

### Hlapni splošni anestetiki
- dietileter
- halotan
- dušikov oksid
- enfluran
- izofluran
- desfluran
- sevofluran

### Intravenski splošni anestetiki
- tiopenton
- etomidat
- propofol
- ketamin
- midazolam

## Neželeni učinki
Neželeni učinki splošnih anestetikov običajno nastopijo takoj po posegu in niso dolgotrajni. Možni neželeni učinki so:
- slabost in bruhanje po kirurškem posegu – slabost po posegu se pojavi pri okoli 33 % bolnikov in običajno hitro mine, lahko pa traja tudi do enega dne
- drgetanje in občutenje mraza
- zmedenost in izguba spomina
- okužbe v prsnem košu – pojavijo se lahko zlasti po operaciji v predelu trebuha
- neželeni učinki na sečni mehur, ki lahko povzročijo oteženo odvajanje seča, pri ženskah pa tudi njegovo uhajanje; pogosteje se pojavijo po spinalni ali epiduralni anesteziji
- manjše, prehodne poškodbe živcev – pojavijo se pri okoli 1 % bolnikov in povzročijo prehodno odrevenelost ali bolečine, ki trajajo nekaj dni do več tednov
- omotica
- podplutbe in vnetje v predelu injiciranja (pri intravenskih anestetikih)